# رينزو مارتنز
رينزو مارتنز (بالهولندية: Renzo Martens)‏ هو فنان تشكيلي ومصور سينمائي ومخرج هولندي، ولد في 1973 في Sluiskil ‏ في هولندا.

## وصلات خارجية
- الموقع الرسمي
- رينزو مارتنز على موقع IMDb (الإنجليزية)
- رينزو مارتنز على موقع قاعدة بيانات الفيلم (الإنجليزية)
- رينزو مارتنز على موقع كينوبويسك (الروسية)